# Bombardement op Dresden

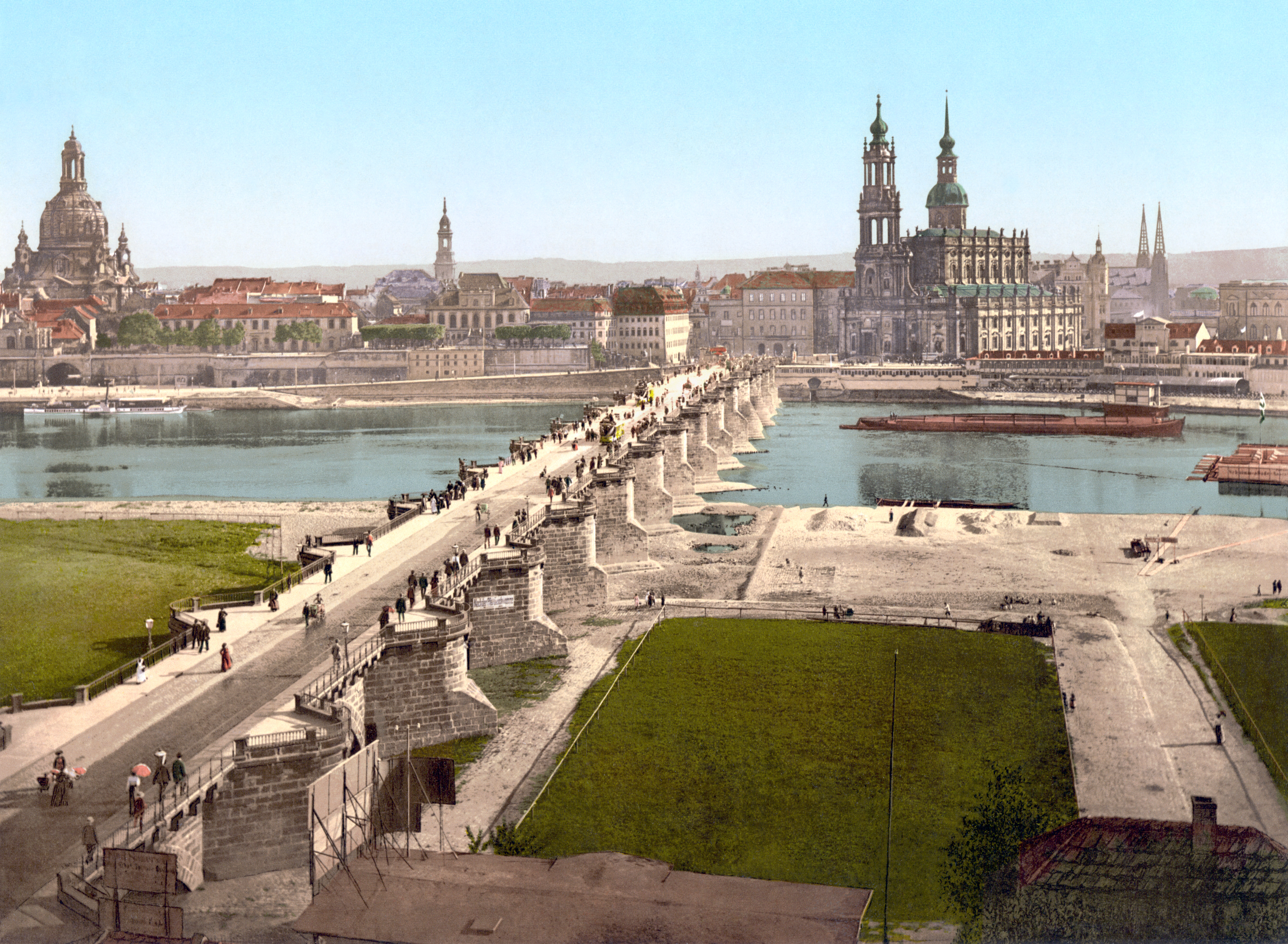
Fotochroom van Dresden in de jaren 90 van de 19e eeuw. Te zien zijn de Frauenkirche, de Augustusbrug en de Katholische Hofkirche.

Het grote geallieerde bombardement op Dresden vond plaats in de nacht van 13 op 14 februari 1945, waarna de volgende ochtend nog een luchtaanval volgde. De Duitse stad Dresden, de beroemde barokstad en oude hoofdstad van het keurvorstendom Saksen, was tot dan toe al enkele keren getroffen ten koste van honderden levens. Bij de februari-aanvallen vielen bij het bombardement en de vuurstorm circa 25.000 doden en werd het overgrote deel van de historische binnenstad verwoest.
Schattingen van het aantal burgerslachtoffers door deze aanvallen liepen vroeger uiteen van 25.000 tot 100.000 personen. Ook veel hogere aantallen werden soms genoemd gezien de massale stroom niet gedocumenteerde vluchtelingen die voor het Rode Leger uit naar Dresden was getrokken. Het meest recente onderzoek, door de Historikerkommission zur Erforschung der Opferzahl bei den Luftangriffen auf Dresden im Februar 1945, gaf in 2010 een aantal op tussen de 22.700 en 25.000 doden. Velen waren ervan uitgegaan dat het bekende historische centrum van Dresden niet aangevallen zou worden en vluchtten er daarom heen.
Tot op heden is er discussie over de vraag of de geallieerde tapijtbombardementen zoals die op Dresden zijn uitgevoerd als daden van terreur en dus als oorlogsmisdaad moeten worden beschouwd.

## Achtergrond

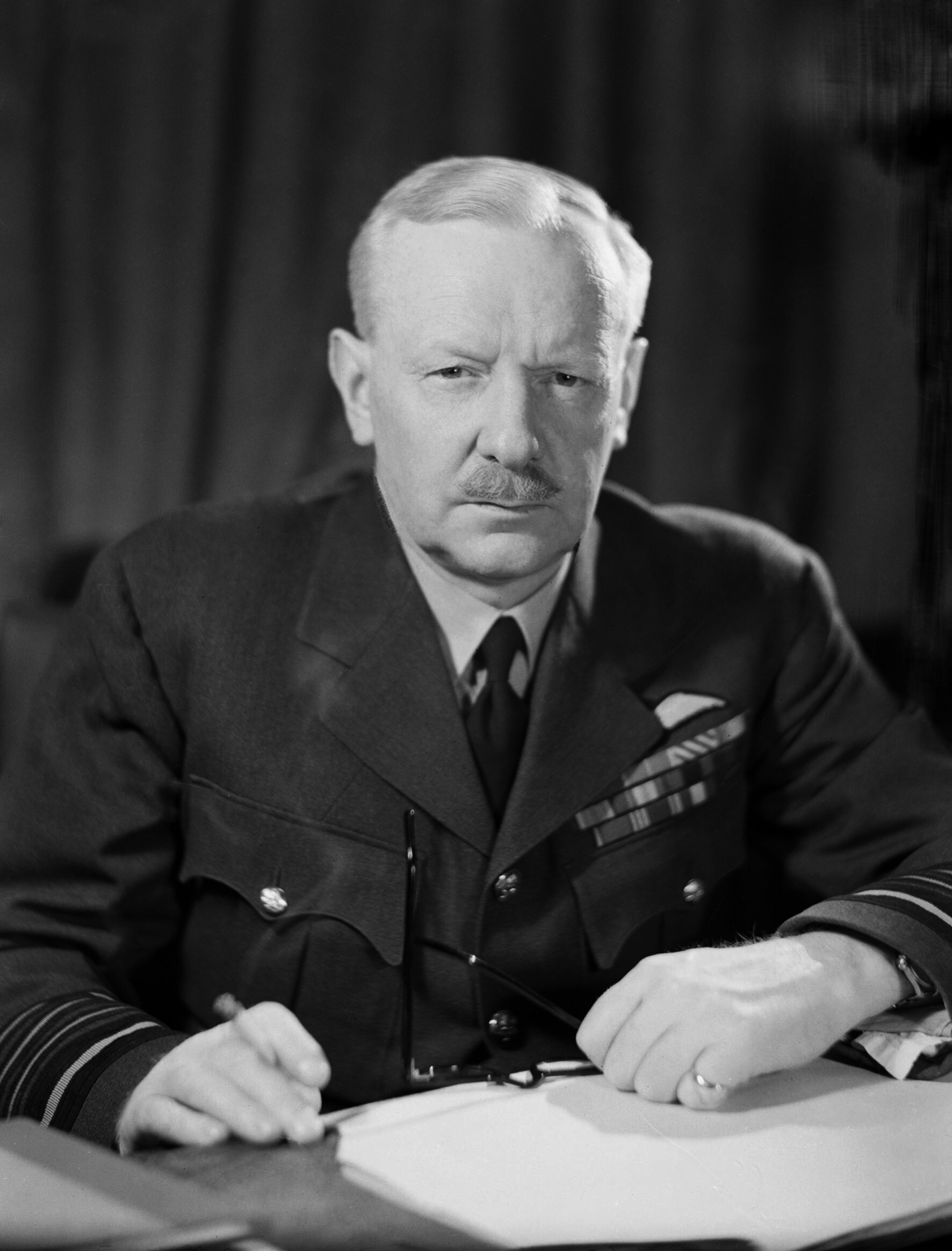
Sir Arthur Harris

Verscheidene factoren leidden tot het bombardement op Dresden :
- Allereerst wilde luchtmaarschalk Arthur Harris, de bevelhebber van Bomber Command, de campagne van gebiedsbombardementen tegen de Duitse steden, onverminderd verderzetten. De campagne was einde maart 1944 stopgezet, om te focussen op de voorbereiding van de Operatie Overlord. Ook na D-day was de voornaamste opdracht van Bomber Command om tactische bombardementen uit voeren ter ondersteuning van landoperaties. In september 1944 werd besloten het strategisch luchtoffensief te hervatten en daarbij gebruik te maken van verbeterde technieken om terug specifieke doelen en vooral de olie-industrie en transportlijnen aan te vallen. Harris was het hier fundamenteel mee oneens en stuurde wanneer de omstandigheden het toelieten, zijn bommenwerpers naar Duitsland om steden te bombarderen.[4][5]
- In april 1944 had de stafchef van de RAF, luchtmaarschalk Portal, een plan onder de codenaam Thunderclap laten opstellen waarbij nagegaan werd of het mogelijk zou zijn Duitsland tot overgave te dwingen door Berlijn en andere, nog ongeschonden steden 'plat' te bombarderen. Dat plan was op 17 augustus afgekeurd, maar het kwam later weer ter sprake.[6][7]
- Het Russisch leger was opgerukt tot aan de grenzen van Duitsland, en het leek een goed idee de Russische opmars te ondersteunen door de logistieke stedelijke communicatie- en transportknooppunten aan te vallen. Op de conferentie van Yalta leken de Russen ook vragende partij voor zulke bombardementen, zonder Dresden echter specifiek te noemen. Op 3 februari hadden om die reden meer dan duizend Amerikaanse bommenwerpers een aanval op Berlijn uitgevoerd, op het moment dat de Duitse zesde pantserdivisie daar passeerde op weg naar het oostfront. Daarbij hadden ze voor de eerste keer hun tactiek verlaten om met precisiebombardementen industriële doelwitten aan te vallen, en hadden ze het centrum van de stad gebombardeerd. Na Berlijn werden Leipzig, Dresden en Chemnitz geviseerd.[8][9]

Begin 1945 maakten de geallieerden zich op voor het eindoffensief tegen nazi-Duitsland. Onderdeel daarvan was het uitvoeren van zogenaamde tapijtbombardementen op steden, met als strategisch doel zo veel mogelijk schade en slachtoffers te veroorzaken en zo het Duitse moreel te breken. 
In Dresden zelf waren enkele voorwaarden voor een vuurstorm aanwezig: een oude, deels van hout gebouwde binnenstad, bestaande uit kwetsbare historische panden en nog maar nauwelijks gebombardeerd. Hierdoor zouden de geallieerden dus ook aan het oprukkende rode leger kunnen tonen waartoe zij in staat waren met een enkel bombardement.

## De bombardementen

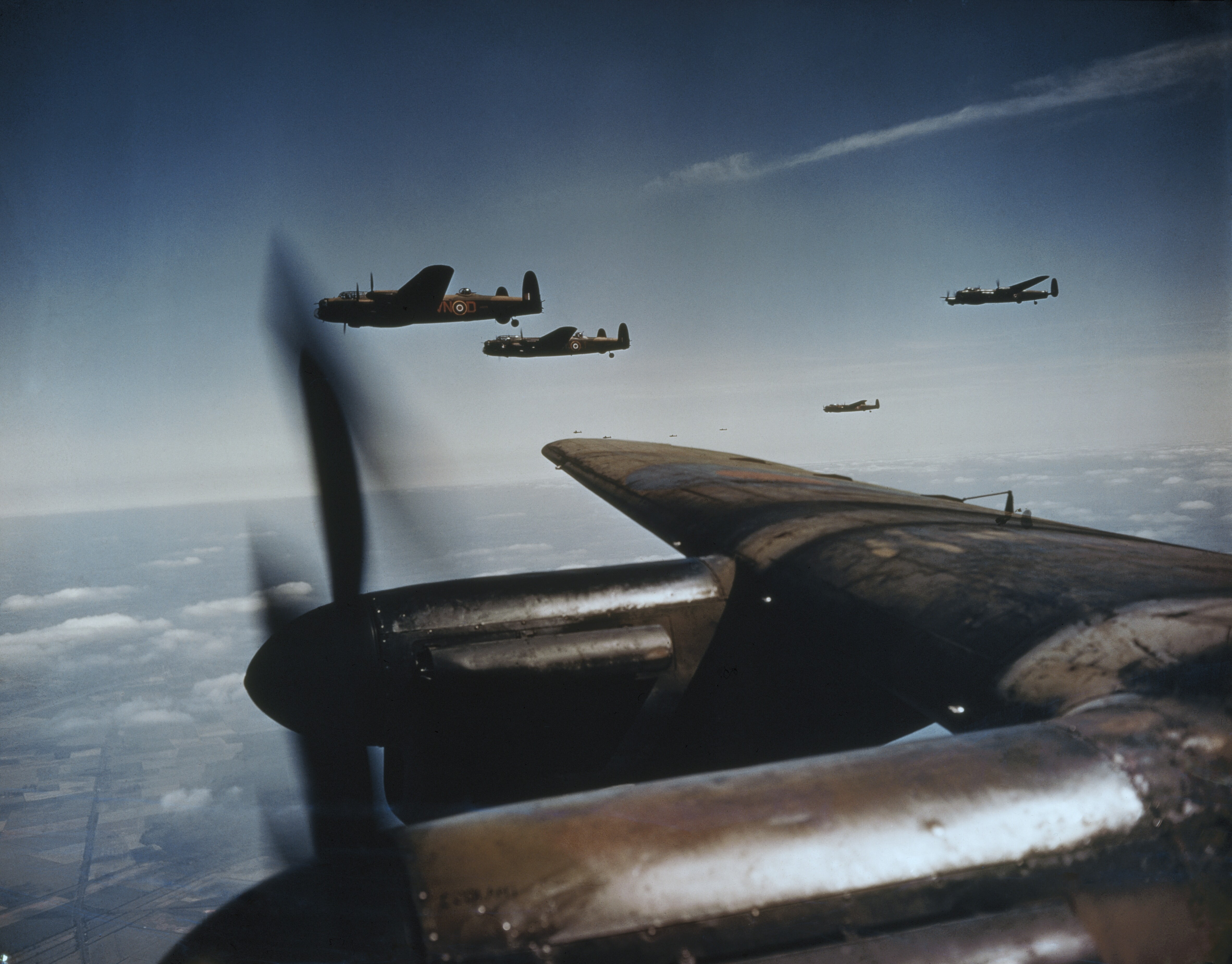
RAF Avro Lancaster bommenwerpers

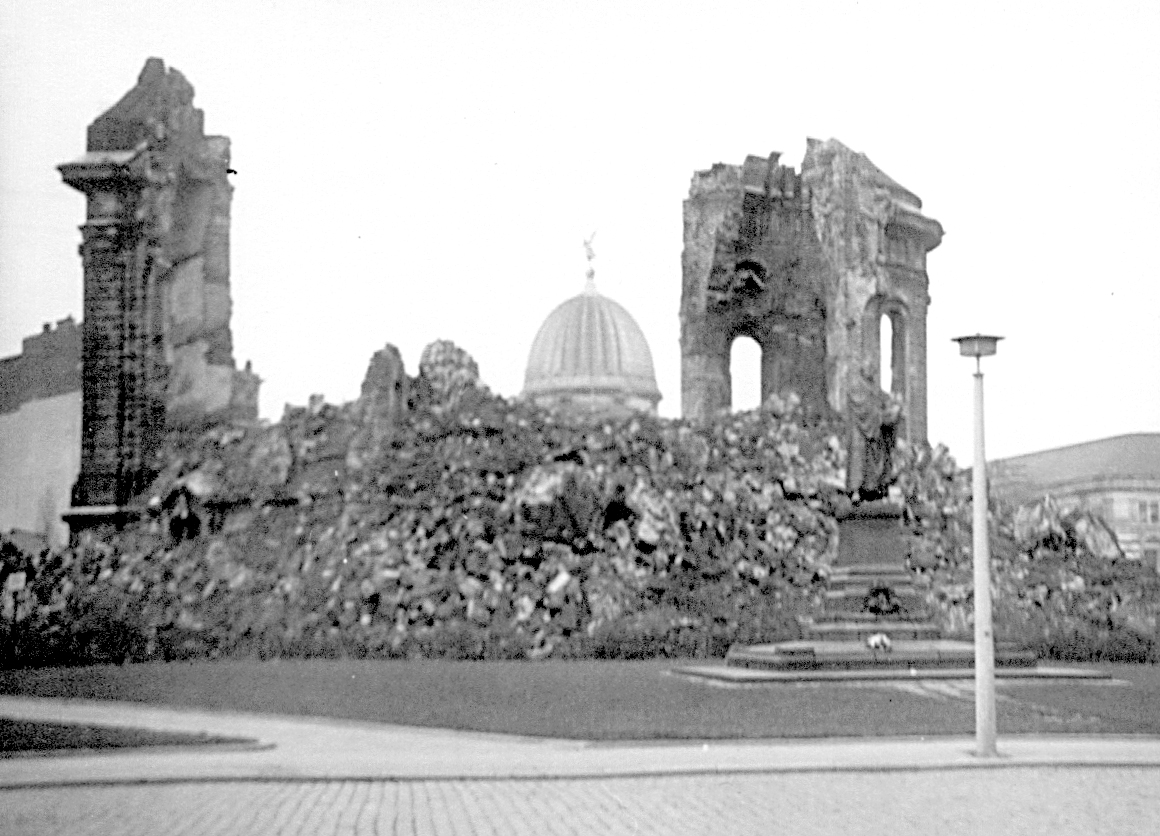
Resten van de Frauenkirche, foto uit 1970

### Eerdere aanvallen: najaar 1944- januari 1945
Op 24 augustus 1944 vielen voor het eerst bommen op gedeelten van Dresden. 78 bommenwerpers vielen de stad Freital dicht bij Dresden aan, waarbij ook bommen terechtkwamen op de wijk Gittersee en het stadsdeel Coschütz. Bij dit bombardement vielen in totaal 241 slachtoffers.
Op 7 oktober stegen 1422 zware bommenwerpers van de USAAF op voor aanvallen op olie-installaties in midden en oostelijk Duitsland. Dertig B-17's vielen Dresden aan als uitwijkdoel en richtten hun aanval op het gedeelte van de binnenstad rondom station Friedrichstad en het industriegebied ten noorden hiervan, waar zich een voor de wapenproductie gebruikte fabriek van Seidel & Naumann bevond. Ook de haven aan de Elbe werd getroffen. In totaal vielen bij deze aanval 270 doden.
Op 16 januari 1945 vielen honderden zware bommenwerpers van de USAAF opnieuw doelen aan in midden en oostelijk Duitsland. Een groep van 127 B-24 Liberator bommenwerpers kon haar primaire doel bij Leipzig alsook het secundaire doel bij Ruhland niet bombarderen door slecht weer en week ten slotte uit naar Dresden. Het richtpunt waren de rangeerterreinen bij Friedrichstadt. 279,8 ton brisantbommen en 41,6 ton brandbommen maakten 376 slachtoffers. Hierbij werden ook de stadsdelen Cotta, Löbtau en Leutewitz getroffen. 

### RAF aanvallen tijdens de nacht van 13 op 14 februari 1945

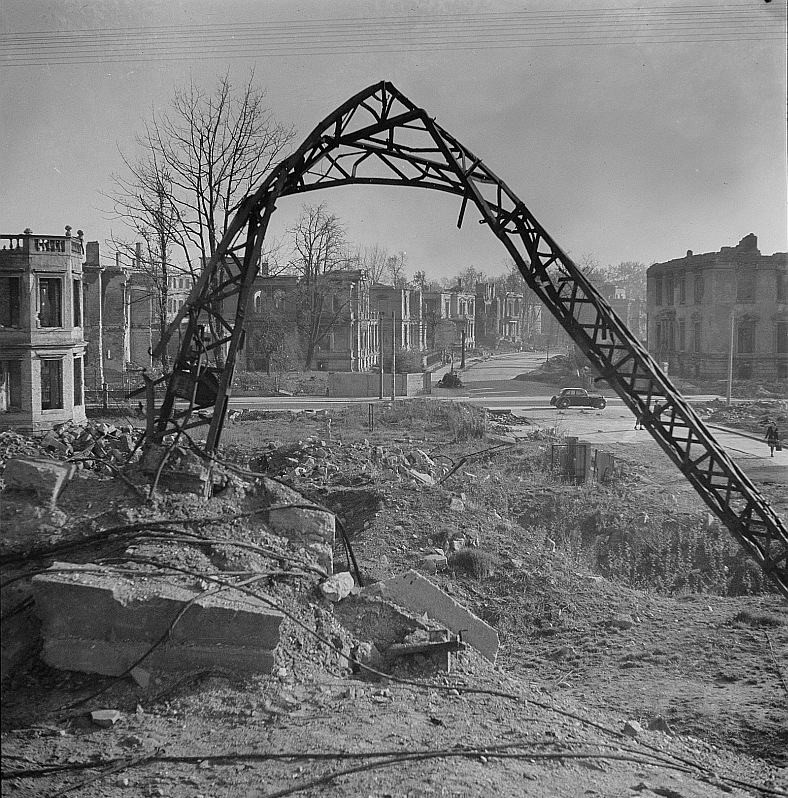
Een stalen mast naast de spoorlijn

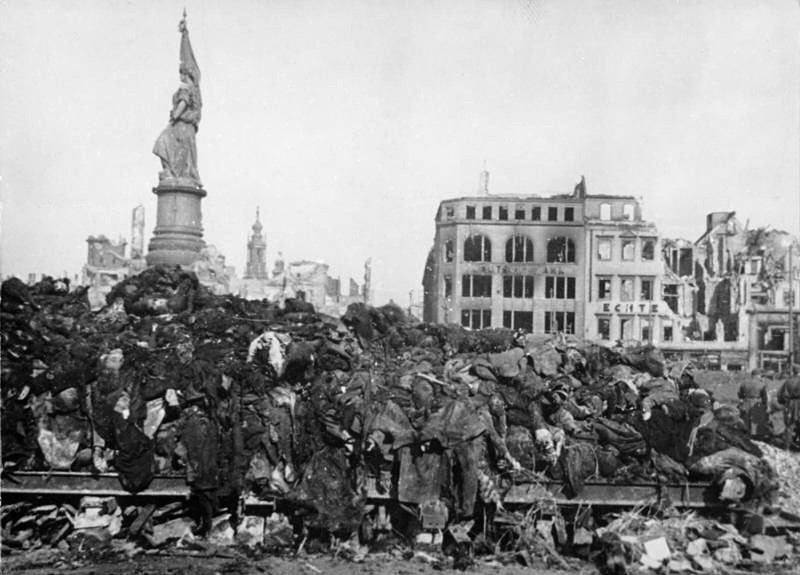
Een stapel lijken op de Altmarkt wacht op crematie

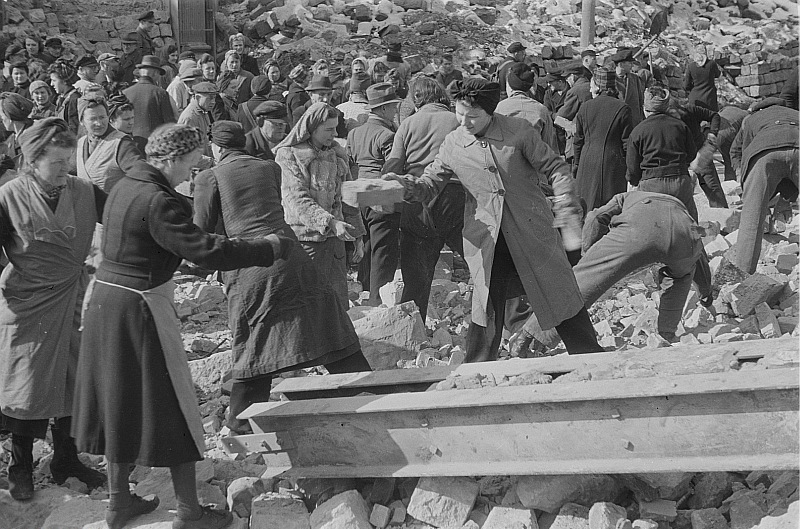
Puinruimen na het bombardement

Het bombardement van 13-14 februari 1945 werd in drie aanvalsgolven uitgevoerd, door in totaal bijna 1500 vliegtuigen die brisantbommen en brandbommen afwierpen. Het gebruik van brandbommen was niet uniek voor de aanval op Dresden. De RAF gebruikte standaard brandbommen bij haar strategische bombardementen, die vrijwel steeds 's nachts werden uitgevoerd.
De eerste aanvalsgolf kwam in de avond van 13 februari en werd uitgevoerd door 244 Avro Lancaster-bommenwerpers en negen De Havilland Mosquitos van RAF-groep nr. 5. In Dresden was om 21:45 het Fliegeralarm afgegaan, waarna veel mensen dekking zochten in hun kelders of schuilkelders. Om 22:03 uur liet de voorhoede van de Lancasters groene doelmarkeringsbommen vallen en verlichtten ze het doel met lichtkogels. Richtend op de groene markeringen en bij het licht van de lichtkogels voerden daarop acht Mosquitos in scheervlucht hun aanval uit en bombardeerden uiterst precies met rode doelmarkeringsbommen het goed zichtbare Heinz-Steyer-Stadion. Daarna volgde van 22.15 tot 22.28 uur het echte bombardement. De negende Mosquito werd bestuurd door een Master Bomber die over de radio aanwijzingen doorgaf aan de hoofdmacht. Bij deze aanval werden 198 luchtmijnen, 361 ton explosieven en meer dan 200.000 vierponds brandbommen gebruikt. Doordat de luchtafweerkanonnen van Dresden naar het nabije oostfront gestuurd waren, en er geen Duitse nachtjagers in de buurt waren, konden de Lancasters ongestoord vanaf lagere vlieghoogtes hun aanval uitvoeren en de zeer precieze rode doelmarkering gebruiken om nauwkeurig en geconcentreerd te bombarderen. Kort na het einde van de aanval begonnen de eerste tekenen van een vuurstorm zich te vormen in de Altstadt. Om elf uur kon het brandweerkorps de situatie niet langer aan en tegen middernacht woedde de vuurstorm door heel het centrum van Dresden. De vlammen waren tot in de wijde omtrek zichtbaar.
De tweede en hevigste aanvalsgolf volgde na middernacht, van 01:22 tot 01:54 uur. Deze aanval werd uitgevoerd door 529 Britse Lancasters met 1800 ton bommen. De aanval begon volgens het voorgeschreven plan waarbij Pathfinders lichtkogels gebruikten, alhoewel de vuurzee heel het doelgebied verlichtte. Op initiatief van de Master Bomber van deze aanval werden de groene doelmarkeringen niet meer boven het centrum afgeworpen, maar markeerde men doelen in de buitenwijken. 
Het uiteindelijk getroffen gebied liep van Löbtau tot Blasewitz en van het nieuwe deel van de stad tot aan Zschertnitz. Ook enkele gebouwen van het Stadtkrankenhaus Johannstadt werden zwaar getroffen, evenals het diaconessenhuis, de Elbwiesen en de Großer Garten. Naar deze plekken waren juist veel mensen gevlucht na de eerste luchtaanval. Als gevolg van deze tweede grote aanval konden de branden die door de eerste aanval waren veroorzaakt niet worden geblust en ontstond er in de stad een gigantische vuurstorm toen de verschillende grote branden samensmolten. Hele straten werden hierdoor volledig verwoest en de hitte die ontstond was zo intens dat zelfs glas en metaal smolten. Door de aanzuigkracht van de wervelende lucht konden veel mensen niet meer aan de vlammen ontsnappen, zij verbrandden of stikten. Degenen die zich in schuilkelders hadden kunnen verschansen stikten alsnog door de brandgassen. 
Deze twee bombardementen bestreken in totaal een gebied van ongeveer 15 vierkante kilometer.

### USAAF-aanval overdag, 14 februari
Op 14 februari stegen meer dan 1400 Amerikaanse bommenwerpers op, geëscorteerd door 784 P-51 Mustang jachtvliegtuigen. 413 B-17's hadden Dresden als doelwit. Zij hadden niet zoals gewoonlijk de opdracht om een precisiebombardement uit te voeren, maar kregen als primaire opdracht om het centrum van de stad te bombarderen, en hadden daarvoor een uitzonderlijk hoog percentage aan brandbommen mee : 40% van de bommenlast bestond uit brandbommen, daar waar 10% eerder de standaard was. Onderweg raakte een groep van 137 vliegtuigen uit koers en bombardeerde per vergissing Praag. Vijf andere vliegtuigen vielen een olie-installatie bij Brix aan. 
De derde aanval op Dresden begon rond 12:15 uur en duurde dertien minuten. 311 B-17's bombardeerden met ongeveer 1900 500-ponds bommen (474,5 ton) en 136.800 staafbrandbommen vooral de reeds bestaande puinhopen naast enkele wapenbedrijven, het ziekenhuis, het station en het Reichsbahnausbesserungswerk in de wijk Friedrichstadt. Ze richtten in vergelijking met de eerdere aanvallen niet veel nieuwe materiële schade aan, maar maakten wel slachtoffers.
Op 15 februari volgde aan het eind van de ochtend een vierde aanval. Deze aanval was niet op voorhand gepland, Dresden was als uitwijkdoel aangewezen voor een raid van 360 bommenwerpers op een fabriek bij Leipzig. Door slecht weer stegen uiteindelijk maar 210 toestellen op en die vonden het doel niet door zware bewolking dus weken ze uit naar Dresden. Ook boven Dresden was er veel bewolking zodat uiteindelijk weinig bommenwerpers het mikpunt ( de rangeerterreinen bij Friedrichstadt ) kon aanvallen. De gevangenis aan de Müncher Platz werd getroffen, waardoor niet alleen dertig gevangen gedood werden, maar er nog veel meer konden ontsnappen. De meeste bommen kwamen als gevolg van het slechte zicht echter verspreid neer in het hele gebied van Meißen tot aan Pirna.

## Aantal slachtoffers
Ongeveer 1000 mensen die in de Annenkirche dekking hadden gezocht overleefden de luchtaanvallen. Ook slaagden sommige mensen er toch nog in de stad tijdig te ontvluchten of uit te wijken naar stadsdelen die minder zwaar werden getroffen, zoals Mockritz, Pieschen, Blasewitz en Löbtau.
De schattingen van het aantal slachtoffers lopen nogal uiteen, maar het meest aannemelijk is het getal van 25.000 doden en 30.000 gewonden. Deze hoge en tegelijk onzekere aantallen zijn mede veroorzaakt doordat er op het moment van de bombardementen veel vluchtelingen uit Silezië in de stad waren, die bovendien na de eerste aanvallen geen kans hadden weg te komen doordat ook de treinsporen waren getroffen. De omgekomen vluchtelingen waren niet geregistreerd en hun getal heeft men nooit kunnen vaststellen. 
Ongeveer tienduizend lijken werden binnen de eerste tien dagen geregistreerd en in massagraven begraven. Tussen 21 februari en 5 maart werden 6865 lijken op de Altmark gecremeerd omdat men de ontbindende lijken niet snel genoeg kon begraven. In een nauwkeurig maar voorlopig Dresdens politierapport van 15 maart werden 18.375 doden en 2.212 ernstig gewonden vermeld en 350.000 daklozen. Datzelfde rapport schatte het totaal aantal slachtoffers op 25.000. In de buitenlandse, neutrale pers zoals die van Zweden, begonnen cijfers op te duiken van meer dan 100.000 of 200.000 slachtoffers, en de Duitse propaganda speelde daar op in. Het politierapport werd verspreid in de neutrale pers, maar men had de aantallen met 10 vermenigvuldigd. Zo raakte het cijfer van 250.000 slachtoffers in omloop en verschillende auteurs zouden zich later nog op die cijfers baseren, zoals Rodenberger in 1952 en Irving in 1963. Het begraven van de slachtoffers in Dresden was nauwgezet geregistreerd. Op basis daarvan berekende Seydewitz 35.000 doden en Reichert 25.000. Tussen 8 mei 1945 en 1966 werden nog 1858 lichamen geborgen. De bewering dat veel slachtoffers onbekend gebleven zijn doordat ze in de vuurstorm volledig gecremeerd zouden zijn, klopt niet : de meeste slachtoffers kwamen om door verstikking of verwondingen.
Om een indruk te geven van de hevigheid van het bombardement: het centrum van Berlijn was na honderden bombardementen voor bijna 100% verwoest, in Dresden was dat 70% na slechts één bombardement.

## Nasleep
Doordat ook het centrale gebouw van de Gestapo werd verwoest, kon de geplande deportatie van 198 Joden die nog in Dresden in het Judenhaus aanwezig waren niet doorgaan. Als gevolg van de bombardementen stierven er ongeveer 40 van hen. Zij die overleefden moesten de daaropvolgende dagen de stad zien te ontvluchten, omdat de Gestapo nog steeds naar hen op zoek was. Uiteindelijk hebben ongeveer 70 van deze Joden zo kunnen ontsnappen aan de Holocaust. Enkele van deze overlevenden zijn later zeer beroemd geworden (Henny Brenner, Josef Skupa en Victor Klemperer).
De Frauenkirche was na de eerste twee aanvallen in eerste instantie blijven staan, maar het gebouw was van binnen compleet uitgebrand en van buiten volkomen poreus geworden als gevolg van de alom heersende verzengende hitte. In de ochtend van 15 februari begaven de buitenmuren het en kwam de koepel omlaag. De bombardementen van februari 1945 vernietigden veel van de cultuurhistorische monumenten uit de laat-barokke tijd in Dresden: behalve de Frauenkirche ook de Semperoper, het Residenzschloss, de Sophienkirche en het Zwinger, evenals het Albert-Theater en het Palais der Sekundogenitur. De regering van de DDR heeft later besloten veel van de ruïnes, met name woningen en gebouwen in de historische binnenstad definitief op te ruimen, maar een aantal van de historische monumenten te reconstrueren en te herbouwen, zoals de Augustusbrücke (in 1949), de Kreuzkirche (tot 1955), het Zwinger (tot 1963), de Katholische Hofkirche (tot 1965), de Semperoper (tot 1985), het Japanische Palais (tot 1987). Na de Duitse hereniging werd de Frauenkirche, die de DDR-autoriteiten eerst als ruïne hadden willen bewaren, alsnog in haar oorspronkelijke vorm gereconstrueerd.

## Evaluatie
Bombardementen als die op Rotterdam, Coventry, Hamburg en Dresden zijn tot op de dag van vandaag zeer omstreden, waarbij ter discussie gesteld wordt of het oorlogsvoering volgens de conventies van Genève was, of dat het oorlogsmisdaden waren. De officiële mening van de naoorlogse DDR-regering was dat het bombardement op Dresden onnodig was en alleen bedoeld om de schade aan de Sovjet-bezettingszone van Duitsland te maximaliseren. In rechts-extremistische kring is zelfs het begrip 'Bomben-Holocaust' uitgevonden om dit bombardement te typeren, waarmee tegelijk de genocide-misdaden van de Holocaust worden gerelativeerd.
Het idee om tapijtbombardementen uit te voeren was overigens al veel eerder ontstaan, eind 1941, toen bleek dat de RAF met haar nachtelijke precisiebombardementen op fabrieken (met name in het Ruhrgebied) onvoldoende succes had. Het Britse Ministerie van Oorlog besloot toen zijn tactiek aan te passen en tapijtbombardementen in plaats van precisiebombardementen uit te gaan voeren. Arthur Harris zou overigens niet gezien moeten worden als de geestelijke vader van dit idee; uit officiële documenten blijkt dat de beslissing om over te gaan op tapijtbombardementen genomen is voor zijn aanstelling als commandant van het 'Bombercommand'. De aanval op Dresden vond wel plaats onder zijn bevel.
Op 28 maart 1945 liet Winston Churchill aan de Royal Air Force weten niet veel heil meer te zien in nog meer terreurbombardementen op Duitse steden.

## Documentatie
Over de luchtaanvallen op Dresden van 13-14 februari 1945 zijn meerdere boeken geschreven en films gemaakt, zoals Slachthuis vijf door Kurt Vonnegut. De bekendste Nederlandstalige roman is Het stenen bruidsbed van Harry Mulisch (1959).

### Ooggetuigen
- Radiodocumentaire van Theo Uittenbogaard met ooggetuigenverslagen, over het Bombardement op Dresden (VPRO/1985) (oorspronkelijke uitzending:  en transcriptie: )

### Film
Een bekende verfilming is Dresden uit 2006.